# Родионов, Николай Матвеевич
Никола́й Матве́евич Родио́нов (31 августа 1855, область Войска Донского — 1918, Путивль) — черниговский губернатор (1906—1909), член Совета министра внутренних дел, действительный статский советник.

## Биография
Из дворян области Войска Донского, казак станицы Михайловской. Сын инженера Матвея Родионова, есаула Донского казачьего войска. Младший брат Василий — генерал-майор.
Окончил юридический факультет Санкт-Петербургского университета со степенью кандидата прав (1881).
Начал службу по министерству Императорского Двора, но вскоре перешел на Кавказ старшим чиновником особых поручений при начальнике Кубанской области. Через год был назначен советником Кубанского областного правления, изучив, среди прочего тюремное дело. В 1891—1902 годах занимал должность губернского тюремного инспектора Херсонской губернии. Затем занимал посты Олонецкого (1902—1903) и Черниговского (1903—1906) вице-губернатора. В 1905 году был произведен в действительные статские советники.
В 1906 году был назначен Самарским губернатором, но из-за покушения на Черниговского губернатора Хвостова остался в Чернигове, продолжая управлять губернией, а затем был утвержден на пост губернатора. В 1907 году пожалован в камергеры. Занимал пост губернатора по 7 июня 1909 года.
В дальнейшем входил в Совет министра внутренних дел. Жил в Петербурге и в Путивле, где в 1918 году был убит в собственном доме в бою с налетчиками.

## Семья
Был женат на Варваре Михайловне Марковой, дочери предводителя дворянства Области Войска Донского М. С. Маркова. Среди четверых сыновей — капитан второго ранга Николай Родионов (до Октябрьской революции — в Гвардейском экипаже) и сотрудник Комитета Русского Красного Креста поэт Вадим Родионов. Сын дочери — Алексей Эйснер.

## Награды
- Орден Святого Станислава 2-й ст. (1891);
- Орден Святой Анны 2-й ст. (1895);
- Орден Святого Владимира 3-й ст. (1907);
- Орден Святого Станислава 1-й ст. (1912);
- Орден Святой Анны 1-й ст. (1915).

- Медаль «В память царствования императора Александра III»;
- Медаль «За труды по первой всеобщей переписи населения»;
- Медаль «В память 300-летия царствования дома Романовых».